# Proctoporus chasqui
Espèce
Synonymes
- Euspondylus chasqui Chávez, Siu-Ting, Duran & Venegas, 2011

Proctoporus chasqui est une espèce de sauriens de la famille des Gymnophthalmidae.

## Répartition
Cette espèce est endémique de la région d'Ayacucho au Pérou.

## Publication originale
- Chávez, Siu-Ting, Duran & Venegas, 2011 : Two new species of Andean gymnophthalmid lizards of the genus Euspondylus (Reptilia, Squamata) from central and southern Peru. ZooKeys, no 109, p. 1–17 (texte intégral).